# Marco Belinelli
Marco Belinelli, né le 25 mars 1986, à San Giovanni in Persiceto, dans la province de Bologne, en Émilie-Romagne, est un joueur italien de basket-ball. Il évolue aux postes d'arrière et d'ailier.
Il remporte un titre de champion NBA en 2014 avec les Spurs de San Antonio.

## Biographie
Débutant dans les équipes de jeune de la Virtus Bologne, Marco Belinelli fait ses débuts professionnels en LegA en 2002. L'année suivante, il rejoint le club bolonais rival : le Fortitudo Bologne après le désastre économique de son ancien club. Il y remporte un titre de champion d'Italie en 2005.
En 2006, il joue au mondial avec l'équipe d'Italie qui termine neuvième.
En 2007, il s'inscrit a la Draft de la NBA qui a lieu le 28 juin 2007 au Madison Square Garden à New York. Il est sélectionné en dix-huitième position par les Warriors de Golden State.
Le 11 août 2010, il part aux Hornets de la Nouvelle-Orléans en échange de Julian Wright.
En 2011, il joue les playoffs avec les Hornets de la Nouvelle-Orléans où il est titulaire et réalise une bonne saison.
Lors du Championnat d'Europe 2011, l'Italie parvient à réunir ses trois joueurs évoluant en NBA, Marco Belinelli, Danilo Gallinari et Andrea Bargnani. Placé lors d'un premier tour dans un groupe relevé avec la présence de la France, l'Allemagne, la Serbie, l'Israël et la Lettonie, l'Italie termine la compétition avec une seule victoire.
En 2014, il devient champion NBA avec les Spurs de San Antonio. Il est le premier joueur italien à obtenir ce titre.
Le 13 juillet 2015, il signe avec les Kings de Sacramento.
Le 11 février 2018, il signe avec les 76ers de Philadelphie.
Le 1er juillet 2018, il fait son retour aux Spurs de San Antonio pour un contrat de douze millions de dollars sur deux ans.
Le 26 novembre 2020, il quitte la NBA et fait son retour à la Virtus Bologne. Il y prend sa retraite à la fin de la saison 2024-2025.

## Clubs successifs
- 2001-2003 :  Virtus Bologne (Serie A)
- 2003-2007 :  Fortitudo Bologne (Serie A)
- 2007-2009 :  Warriors de Golden State (NBA)
- 2009-2010 :  Raptors de Toronto (NBA)
- 2010-2012 :  Hornets de la Nouvelle-Orléans (NBA)
- 2012-2013 :  Bulls de Chicago (NBA)
- 2013-2015 :  Spurs de San Antonio (NBA)
- 2015-2016 :  Kings de Sacramento (NBA)
- 2016-2017 :  Hornets de Charlotte (NBA)
- 2017-2018 :  Hawks d'Atlanta (NBA)
- 2017-2018 :  76ers de Philadelphie (NBA)
- 2018-2020 :  Spurs de San Antonio (NBA)
- depuis 2020 :  Virtus Bologne (Serie A)

## Palmarès

### En club
- Champion d'Italie en 2005, 2021
- Vainqueur de la Supercoupe d'Italie en 2005 et 2021
- Champion NBA 2014 avec les Spurs de San Antonio.
- Vainqueur de l'EuroCoupe 2022

### Sélection nationale
- Championnat du monde masculin de basket-ball
  - Participation au Championnat du monde 2006, au Japon.
- Championnat d'Europe
  - Participation au Championnat d'Europe des 20 ans et moins en 2005.
  - Participation au Championnat d'Europe des 18 ans et moins en 2004.

### Distinctions personnelles
- Vainqueur du Three-point Shootout lors du NBA All-Star Week-end 2014.

## Statistiques en club
Légende :
| Champion NBA |

gras = ses meilleures performances

### Saison régulière
| Saison   | Équipe           | Matchs | Titul. | Min./m | % Tir | % 3pts | % LF | Rbds/m. | Pass/m. | Int/m. | Ctr/m. | Pts/m. |
| -------- | ---------------- | ------ | ------ | ------ | ----- | ------ | ---- | ------- | ------- | ------ | ------ | ------ |
| 2007-08  | Golden State     | 33     | 0      | 7,3    | 38,7  | 39,0   | 77,8 | 0,42    | 0,45    | 0,15   | 0,00   | 2,88   |
| 2008-09  | Golden State     | 42     | 23     | 21,0   | 44,2  | 39,7   | 76,9 | 1,69    | 2,10    | 0,86   | 0,02   | 8,86   |
| 2009-10  | Toronto          | 66     | 1      | 17,0   | 40,6  | 38,0   | 83,5 | 1,44    | 1,35    | 0,64   | 0,08   | 7,11   |
| 2010-11  | Nouvelle-Orléans | 80     | 69     | 24,5   | 43,7  | 41,4   | 78,4 | 1,89    | 1,15    | 0,47   | 0,07   | 10,45  |
| 2011-12* | Nouvelle-Orléans | 66     | 55     | 29,8   | 41,7  | 37,7   | 78,3 | 2,61    | 1,53    | 0,73   | 0,08   | 11,82  |
| 2012-13  | Chicago          | 73     | 27     | 25,8   | 39,5  | 35,7   | 83,9 | 1,92    | 2,03    | 0,60   | 0,08   | 9,62   |
| 2013-14  | San Antonio      | 80     | 25     | 25,2   | 48,5  | 43,0   | 84,7 | 2,83    | 2,24    | 0,62   | 0,09   | 11,39  |
| 2014-15  | San Antonio      | 62     | 9      | 22,4   | 42,3  | 37,4   | 84,8 | 2,53    | 1,52    | 0,50   | 0,05   | 9,16   |
| 2015-16  | Sacramento       | 68     | 7      | 24,6   | 38,6  | 30,6   | 83,3 | 1,72    | 1,87    | 0,54   | 0,03   | 10,24  |
| 2016-17  | Charlotte        | 74     | 0      | 24,0   | 42,9  | 36,2   | 89,3 | 2,40    | 2,00    | 0,54   | 0,10   | 10,50  |
| 2017-18  | Atlanta          | 52     | 1      | 23,3   | 41,0  | 37,2   | 92,7 | 1,9     | 2,0     | 0,9    | 0,1    | 11,4   |
| 2017-18  | Philadelphie     | 28     | 1      | 26,3   | 49,5  | 38,5   | 87,0 | 1,8     | 1,6     | 0,7    | 0,3    | 13,6   |
| 2018-19  | San Antonio      | 79     | 1      | 23,0   | 41,3  | 37,2   | 90,3 | 2,5     | 1,7     | 0,4    | 0,1    | 10,5   |
| Carrière | Carrière         | 644    | 216    | 23,1   | 42,5  | 37,7   | 83,2 | 2,10    | 1,64    | 0,58   | 0,06   | 9,60   |

* Cette saison a été réduite de 82 à 66 matchs en raison du Lock out.
Dernière mise à jour le 26 octobre 2017.

### Playoffs
| Saison   | Équipe           | Matchs | Titul. | Min./m | % Tir | % 3pts | % LF  | Rbds/m. | Pass/m. | Int/m. | Ctr/m. | Pts/m. |
| -------- | ---------------- | ------ | ------ | ------ | ----- | ------ | ----- | ------- | ------- | ------ | ------ | ------ |
| 2011     | Nouvelle-Orléans | 6      | 6      | 28,8   | 36,5  | 30,8   | 100,0 | 0,83    | 0,67    | 0,83   | 0,00   | 9,67   |
| 2013     | Chicago          | 12     | 7      | 27,1   | 41,1  | 34,0   | 87,9  | 2,92    | 2,58    | 0,42   | 0,00   | 11,08  |
| 2014     | San Antonio      | 23     | 0      | 15,5   | 44,4  | 42,1   | 95,5  | 2,26    | 0,83    | 0,13   | 0,00   | 5,43   |
| 2015     | San Antonio      | 7      | 0      | 16,6   | 51,3  | 46,7   | 84,6  | 1,86    | 1,43    | 0,29   | 0,00   | 9,29   |
| Carrière | Carrière         | 48     | 13     | 20,2   | 42,5  | 38,3   | 90,3  | 2,19    | 1,33    | 0,31   | 0,00   | 7,94   |

## Records sur une rencontre en NBA
Les records personnels de Marco Belinelli en NBA sont les suivants, :
| Type de statistique        | Saison régulière | Saison régulière           | Saison régulière | Playoffs | Playoffs                | Playoffs      |
| Type de statistique        | Record           | Adversaire                 | Date             | Record   | Adversaire              | Date          |
| -------------------------- | ---------------- | -------------------------- | ---------------- | -------- | ----------------------- | ------------- |
| Points                     | 32               | Knicks de New York         | 2 janvier 2014   | 25       | Heat de Miami           | 14 avril 2018 |
| Paniers marqués            | 12               | Knicks de New York         | 2 janvier 2014   | 9        | Heat de Miami           | 14 avril 2018 |
| Paniers tentés             | 22               | Clippers de Los Angeles    | 11 décembre 2012 | 21       | Nets de Brooklyn        | 2 mai 2013    |
| Paniers à 3 points réussis | 7                | 2 fois                     | 2 fois           | 7        | Clippers de Los Angeles | 30 avril 2015 |
| Paniers à 3 points tentés  | 13               | @ Mavericks de Dallas      | 5 janvier 2016   | 11       | Clippers de Los Angeles | 30 avril 2015 |
| Lancers francs réussis     | 11               | @ Knicks de New York       | 21 décembre 2012 | 6        | @ Nets de Brooklyn      | 20 avril 2013 |
| Lancers francs tentés      | 12               | @ Knicks de New York       | 21 décembre 2012 | 7        | @ Nets de Brooklyn      | 20 avril 2013 |
| Rebonds offensifs          | 3                | 3 fois                     | 3 fois           | 1        | 7 fois                  | 7 fois        |
| Rebonds défensifs          | 11               | @ Celtics de Boston        | 12 février 2014  | 7        | 2 fois                  | 2 fois        |
| Rebonds totaux             | 11               | @ Celtics de Boston        | 12 février 2014  | 7        | 3 fois                  | 3 fois        |
| Passes décisives           | 8                | 3 fois                     | 3 fois           | 7        | Nets de Brooklyn        | 2 mai 2013    |
| Interceptions              | 4                | 3 fois                     | 3 fois           | 3        | Heat de Miami           | 14 avril 2018 |
| Contres                    | 2                | 2 fois                     | 2 fois           | 1        | 2 fois                  | 2 fois        |
| Balles perdues             | 6                | @ Warriors de Golden State | 15 mars 2013     | 4        | Thunder d'Oklahoma City | 21 mai 2014   |
| Minutes jouées             | 51               | Nuggets de Denver          | 18 mars 2013     | 46       | @ Heat de Miami         | 6 mai 2013    |

- Double-double : 3
- Triple-double : 0

## Salaires

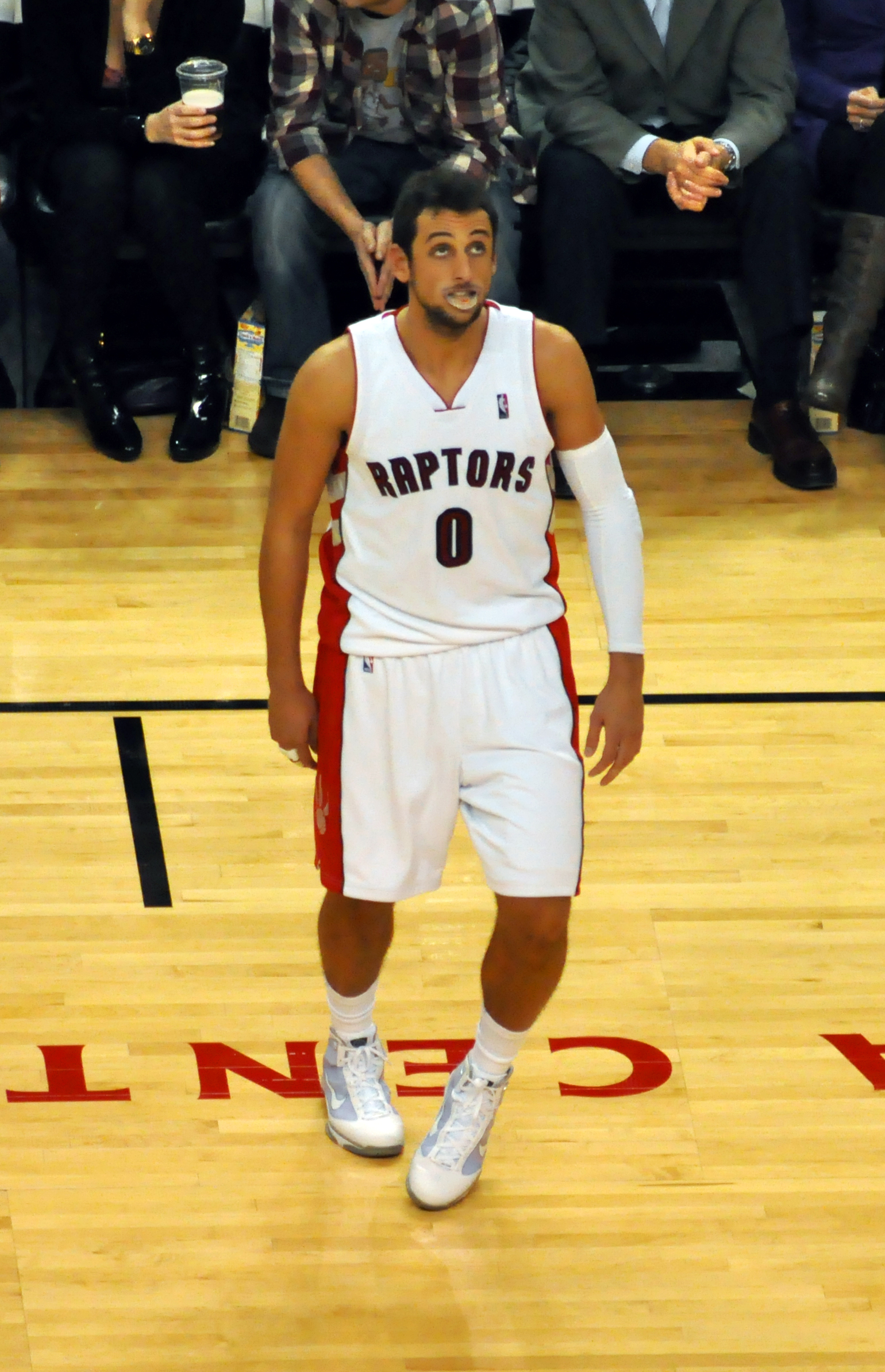
Marco Belinelli en novembre 2009.

| Année       | Équipe                         | Salaire ($) |
| ----------- | ------------------------------ | ----------- |
| 2007-2008   | Warriors de Golden State       | 1 345 800   |
| 2008-2009   | Warriors de Golden State       | 1 446 720   |
| 2009-2010   | Raptors de Toronto             | 1 547 640   |
| 2010-2011   | Hornets de La Nouvelle-Orléans | 2 380 270   |
| 2011-2012   | Hornets de La Nouvelle-Orléans | 3 377 604   |
| 2012-2013   | Bulls de Chicago               | 1 957 000   |
| 2013-2014   | Spurs de San Antonio           | 2 750 000   |
| 2014-2015   | Spurs de San Antonio           | 2 873 750   |
| 2015-2016   | Kings de Sacramento            | 6 333 333   |
| 2016-2017   | Hornets de Charlotte           | 6 333 333   |
| 2017-2018   | Hawks d'Atlanta                | 6 306 060   |
| 2017-2018   | 76ers de Philadelphie          | 776 217     |
| 2018-2019   | Spurs de San Antonio           | 6 153 846   |
| 2019-2020   | Spurs de San Antonio           | 5 846 154   |
| Total Gains | Total Gains                    | 49 427 727  |